# Lupara, Molise
Lupara är en ort och kommun i provinsen Campobasso i regionen Molise i Italien. Kommunen hade 466 invånare (2018).